# Chimaira
Chimaira (pronunție în engleză [kaɪmɪərə]) este o formație americană de heavy metal, din Cleveland, Ohio. Format în 1998, grupul este un reprezentant important al scenei New Wave of American Heavy Metal. Denumirea formației este derivată de la cuvântul Himera, o creatură monstruoasă din mitologia greacă. De-a lungul timpului formația și-a schimbat de mai multe ori componența, vocalistul Mark Hunter fiind unicul membru constant, încă de la fondarea trupei.

## Membrii formației

### Membri actuali
- Mark Hunter – vocal (1998–prezent)
- Austin D'Amond – baterie (2011–prezent)
- Sean Zatorsky – clape, sintetizatoare, back vocal (2011–prezent)
- Emil Werstler – chitară (2012–prezent), chitară bas (2010-2011), chitară ritmică (2009)
- Jeremy Creamer – chitară bas (2012–prezent)
- Matt Szlachta – chitară ritmică (2012–prezent)

### Foști membri
- Jason Hager – chitară (1998–1999), chitară ritmică (1999–2001)
- Andrew Ermlick – chitară bas (1998–1999)
- Jason Genaro – baterie (1998)
- Rob Arnold – chitară, chitară bas (1999–2011)
- Rob Lesniak – chitară bas (1999-2000)
- Andols Herrick – baterie (1999–2003, 2006–2011)
- Chris Spicuzza – clape, sintetizatoare, back vocal (2000–2011)
- Jim LaMarca – chitară bas (2000–2008, 2008-2010)
- Matt DeVries – chitară ritmică (2001–2011)
- Richard Evensand – baterie (2003–2004)
- Kevin Talley – baterie (2004–2006)
- Ben Schigel – baterie (2011)

## Discografie
Albume de studio
- Pass Out of Existence (2001)
- The Impossibility of Reason (2003)
- Chimaira (2005)
- Resurrection (2007)
- The Infection (2009)
- The Age of Hell (2011)
- Crown of Phantoms (2013)